# Katrin Hentschel
Katrin Hentschel (* 1967 in Berlin) ist eine deutsche Theaterregisseurin, Autorin, Dramaturgin und Filmregisseurin. Von 2014 bis 2017 war sie Oberspielleiterin und stellvertretende Intendantin des Theaters an der Parkaue / Junges Staatstheater Berlin.

## Leben
Katrin Hentschel absolvierte 1986 das Abitur an der Erweiterten Oberschule „Carl von Ossietzky“ und studierte zunächst Lehramt an der PH in Zwickau. 1989 ging sie als Dramaturgieassistentin mit dem Regisseur Thomas Roth ans Theater Greifswald, danach ein Jahr fest als Regieassistentin ans Schillertheater Berlin (prägende Regisseure: Elke Lang, Alexander Lang und Benno Besson).;
Von 1991 bis 1995 studierte Hentschel Schauspielregie an der HfSK „Ernst Busch“ und gründete im Anschluss die Theatergruppe Hamletbüro in Berlin. Sie assistierte ein letztes Mal 1996 bei Leander Haussmann an der Volksbühne Berlin und arbeitete für Matthias Lilienthal als Dramaturgieassistentin.
1999 inszenierte sie mit dem Abschlussjahrgang der HFF Konrad Wolf / Medienspezifisches Schauspiel „Platonow“. Von 1997 bis 2001 arbeitete sie bei der Berliner Filmproduktionsfirma zero film als Regieassistentin für Didi Danquart und wurde 2000 Autorin und Regisseurin der 5-teiligen Doku-Soap Der Tanzpalast über den Friedrichstadtpalast Berlin (Arte und RBB, Produktion: Zero film Berlin).
2007 zog Hentschel nach Freiburg und arbeitete als Gastdramaturgin und Regisseurin am Theater Freiburg unter der Intendantin Barbara Mundel. Dort inszenierte sie erstmals mit Puppenspielern. In Freiburg studierte sie parallel vier Semester Kunstgeschichte.
2014 wurde Hentschel Oberspielleiterin des Theaters an der Parkaue / Junges Staatstheater Berlin.

## Preise
1999: Ensemblepreis für Platonow - Deutschsprachiges Schauspielschultreffen in Rostock

## Theaterarbeit (Auswahl)
- 1996–2004: Gründung der freien Theatergruppe Hamletbüro Zwei e.V.: Produktionen: Hamlet im kleinen Wasserspeicher, Regie, 1996; Scotland Road von Jeffrey Hatcher, Regie, 1997; Zigeunerjunge, wo bist du, Regie, 2000; Michi, Regie, 2000; Alive & Lenin, Regie, Autorin 2001;
- 1999: Platonow von Anton Tschechow mit Studenten der HFF Potsdam, Regie (diese Inszenierung gewann den Ensemblepreis auf dem deutschsprachigen Schauspielschultreffen in Rostock)
- 2003/04: Die Ermittlung, von Peter Weiss, Regiemitarbeit am Staatsschauspiel Dresden; Pünktchen & Anton, Regiemitarbeit am Staatsschauspiel Dresden
- 2004: Palast der Republik: Inszenierung der Maria Stuart in der Ruine des Palastes der Republik,;
- 2005: Des Kaisers neue Kleider, Regie, Bühne am Stadttheater Berlin-Cöpenick
- 2007: Fasten Seat Bells, Komödie am Jungen Theater Göttingen, Regie;
- 2006–2011: Theater Freiburg:
  - Projektarbeit/Dramaturgie: Rebellen Reihe, Dramaturgie und Moderation, 2006; Herr Rossi, Dramaturgie; Ausflug in den Menschenpark, Dramaturgie; Angstblau, Dramaturgie; Sexmission, mit der Puppenperformancegruppe Das Helmi, Dramaturgie, Kostüme 2010
  - Inszenierungen: Terroristinnen – Bagdad ’77, Autorin und Regie, 2007; Rabenmütter, Regie, 2007; Karadzicz.Guru, Autorin und Regie, 2009; Du hast keine Chance aber nutze sie – eine Fussballrevue aus Südafrika, Regie und Autorin; Käthchen, mein Mädchen nach Heinrich v. Kleist mit Schauspielern und Puppen, Regie und Puppenbau, 2010; Wunschkinder – theatrale Performance Baby mit 50, Regie, 2011
- 2011: Penthesilea zu Haus, im Neuen Museum Berlin, Produktion und Regie
- 2012: Honigherz von Cristina Gottfridsson, Inszenierung am Theater Konstanz; Käferchens Reise, Inszenierung, Premiere 27. Juli 2013 Kunstverein Freiburg
- 2013: Artist in Residence im Finkenschlag, Spielstätte des Theater Freiburgs
- 2014–2017: Inszenierungen am Theater an der Parkaue (Oberspielleitung, stellvertretende Intendanz): Der Kleine Ritter Trenk, Bühne 1; Friedrichstrasse 20:53, Regie Marcus Lobbes, Dramaturgie: Katrin Hentschel; Herr Fritz vom Geheimdienst UA, von David Lindemann; Als ich meinen Eltern meinen neuen Freund….UA Texte von Bonn Park, Coproduktion mit dem Theater Chemnitz; Die Weihnachtsgans Auguste, (Spielstätte, Prater); Böse Kinder, UA Mihaela Michailov, Bühne 3; Die Ratten, (Spielstätte, Prater); Die erstaunlichen Abenteuer der Maulina Schmitt, UA (Spielstätte, Prater). Im September 2017 inszeniert sie die Schweizer Erstausführung des Romans Unterwerfung von Michel Houellebecq am Theater Neumarkt in Zürich.
- 2018: Am Theater Konstanz inszenierte sie im April 2018 RUT von Christoph Nix. Inszenierung: „Romeo und Julia“ am Stadttheater Gießen
- 2019: Dozentur an der Akademie der Darstellenden Künste in Ludwigsburg.
- 2020 Inszenierung: „Der Vorname“ von Matthieu Delaporte und Alexandre de La Patellière am Theater Baden-Baden, durch Corona Juni 2020
- 2021 Gründung der Stadtmaus Landmaus GbR mit Martin Clausen, produzieren STADT LAND MAUS und STADT LAND ANGSTHASE, Dozentin an der Filmuniversität Konrad Wolf in Potsdam - Babelsberg
- 2022 „Warten auf den Bus“ Theater Neustrelitz/Neubrandenburg https://tog.de/projekte/warten-aufn-bus/
- 2023 Uraufführung von „Florisett und Rakitaki“ von Eva Roth am Theater Szene in Bern https://theaterszene.ch
- 2023 „Dornröschen“ am Theater Luzern, https://www.luzernertheater.ch/dornroeschen

## Radiofeature
- 2006: Wir sind der 12. Mann! – Deutschland, ein Sommernachtsmärchen, Deutschlandradio; Autorin, Regie

## Publikationen
- „Es waren die Frauen!“ In: Katrin Hentschel, Traute Hentsch (Hrsg.): Terroristinnen – Bagdad ’77. Die Frauen in der RAF. Edition Der Freitag, Berlin 2009, ISBN 978-3-936252-18-7, S. 61 ff.